# Vägglöss
Vägglöss (Cimicidae) är en familj insekter bland skinnbaggarna. Familjen har cirka 75 arter, varav 4 finns i Sverige. De lever som blodsugande parasiter på däggdjur och fåglar. 

## Egenskaper
Vägglöss är breda, plattade skinnbaggar med reducerade vingar och ektoparsitiskt levnadssätt. Längden är mellan 2,5 och 12 millimeter. På människan lever arten vägglus (Cimex lectularius). 
I folkmun även pankor och väggmadammer.

## Arter i Sverige
- Cimex dissimilis
- Vägglus (Cimex lectularius)
- Cimex pipistrelli
- Svalans vägglus (Oeciacus hirundinis)